# Loge L'Aurore (LDH)
L'Aurore is een Brugse vrijmetselaarsloge die behoort tot de Belgische federatie van Le Droit Humain.

## Geschiedenis
Ze werd opgericht in 1929. De vergaderingen hebben plaats in het atelier van de loge La Flandre die behoort tot het Grootoosten van België. L'Aurore is een zogenaamde gemengde loge.